# Romb
Un romb este un paralelogram cu două laturi consecutive congruente.

## Proprietăți
Deoarece rombul este un caz particular de paralelogram, toate proprietățile paralelogramului sunt valabile și pentru romb:
- laturile opuse sunt paralele și congruente;
- unghiurile opuse sunt congruente (egale), unghiurile alăturate sunt suplementare;
- diagonalele se taie în segmente congruente (se „înjumătățesc”);
- aria este egală cu dublul ariei triunghiului format de două laturi alăturate și diagonala opusă acestora.

În plus:
- toate laturile sunt congruente;
- diagonalele sunt (reciproc) perpendiculare;
- diagonalele sunt și bisectoarele unghiurilor;
- perimetrul este de patru ori latura;
- aria este egală cu jumătate din produsul diagonalelor;
- aria este de patru ori mai mare decât aria triunghiului dreptunghic format de o latură și cele două semidiagonale.

Pătratul reprezintă un caz particular al rombului, în care toate unghiurile sunt egale (congruente). Un romb cu un unghi de 90 de grade este pătrat.